# Galeria Miasta Bratysławy

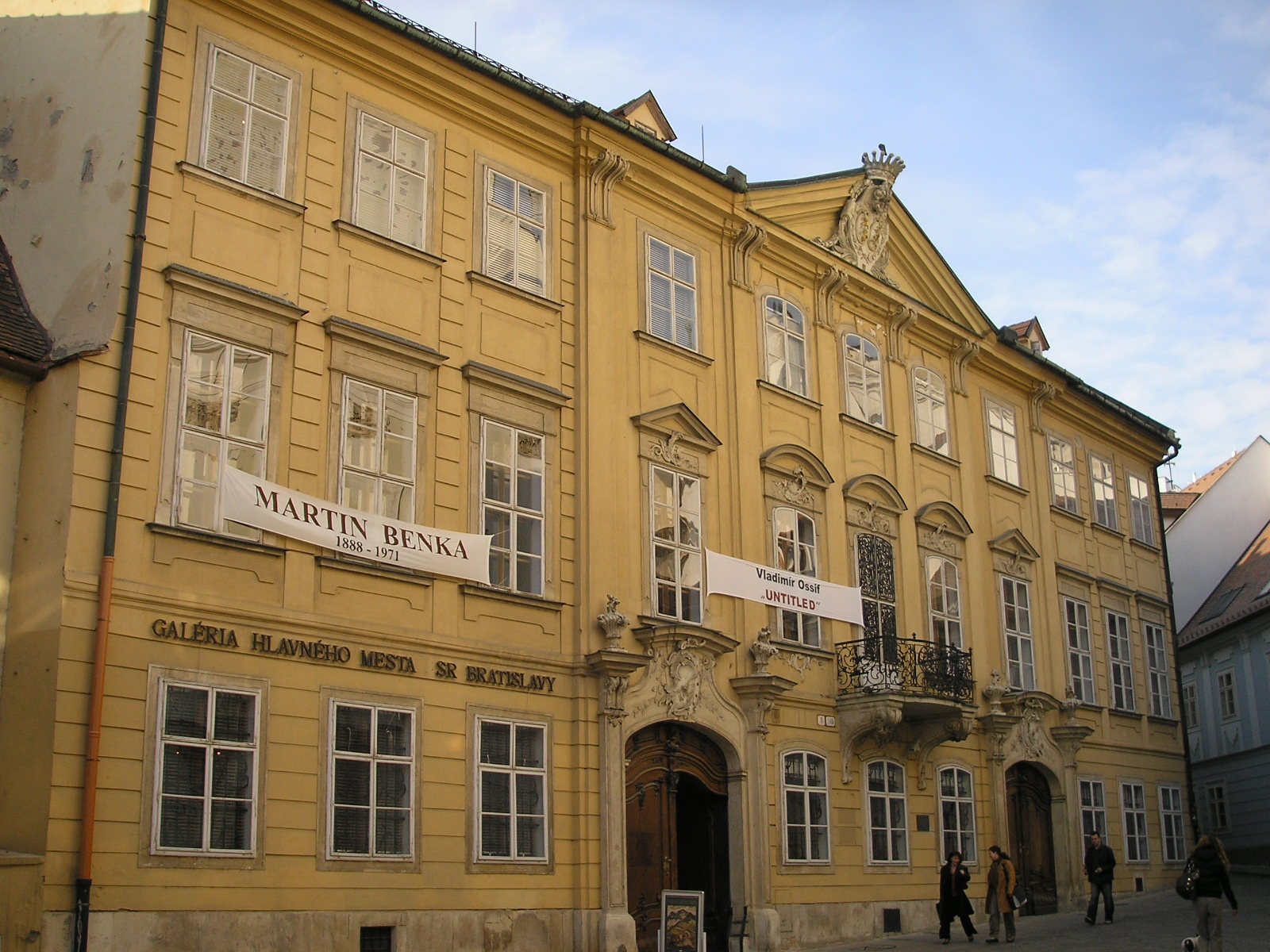
Pałac Mirbach, siedziba Galerii Miasta Bratysławy

Galeria Miasta Bratysławy (słow. Galéria mesta Bratislava) – galeria mieszcząca się w Bratysławie na Słowacji, na Starym Mieście. Jest drugą co do wielkości słowacką galerią tego typu. Galeria mieści się w Pałacu Mirbacha (Mirbachov palác) i Pałacu Pálffy (Pálffyho palác).
Galeria powstała w 1961 roku, choć pierwsze próby zbierania dzieł sztuki rozpoczął się w XIX wieku, kiedy Muzeum Miejskie zostało powołane. Obecnie mieści około 35 tys. dzieł sztuki.